# Dipsacus japonicus
Dipsacus japonicus är en tvåhjärtbladig växtart som beskrevs av Friedrich Anton Wilhelm Miquel. Dipsacus japonicus ingår i släktet kardväddar, och familjen Dipsacaceae. Inga underarter finns listade i Catalogue of Life.